# Fuego (艾勒尼·弗雷拉歌曲)
是阿爾巴尼亞裔希臘女歌手艾勒尼·弗雷拉的歌曲，由A–P與Panik負責於2018年3月2日發行。是首巴爾幹流行民謠風格的流行舞曲，由艾力克斯·P、安德茲·雷索夫、迪德里克、傑拉多·桑德爾、维基特·斯文森共同創作。歌曲代表賽普勒斯參加在葡萄牙里斯本舉辦的2018年歐洲歌唱大賽。最終歌曲以436分居於亞軍，是賽普勒斯參賽以來最好的成績。弗雷拉在賽場上的精彩表現讓她獲得「地中海碧昂絲」的稱號。
歌曲普遍獲得樂評好評，榮獲2018年馬塞爾·貝桑松獎「歌手獎」與2019年賽普勒斯超級音樂獎「最佳國際單曲」。雖然沒能獲得歐洲歌唱大賽冠軍，但比賽結束後，歌曲成功進入各國Spotify排行前十名，獲得挪威、瑞典金唱片及西班牙白金唱片認證。在當屆所有參賽歌曲中，擁有最多串流次數。截至2020年4月，歌曲在Spotify上共播放了7500萬次。

## 製作與發行
是首由英語演唱的巴爾幹流行民謠風格的流行舞曲。歌曲名稱取自西班牙語，意思為「火」。對應本作令人難忘的歌詞和活力四射的舞蹈，弗雷拉接受訪談表示「這是首關於女性賦權與展現女性內心火焰的歌曲」。歌曲時長3分3秒，每分鐘106拍，以
拍的以b小調創作。參與過多次歐洲歌唱大賽歌曲創作的艾力克斯·P負責主軸，他和安德茲·雷索夫（Anderz Wrethov）、迪德里克（Didrick）、傑拉多·桑德爾（Geraldo Sandell）、维基特·斯文森（Viktor Svensson）共同創作，西班牙語歌詞由埃德溫·塞蘭諾（Edwin Serrano）及納塔利斯·魯比·魯貝羅（Natalis Ruby Rubero）創作。

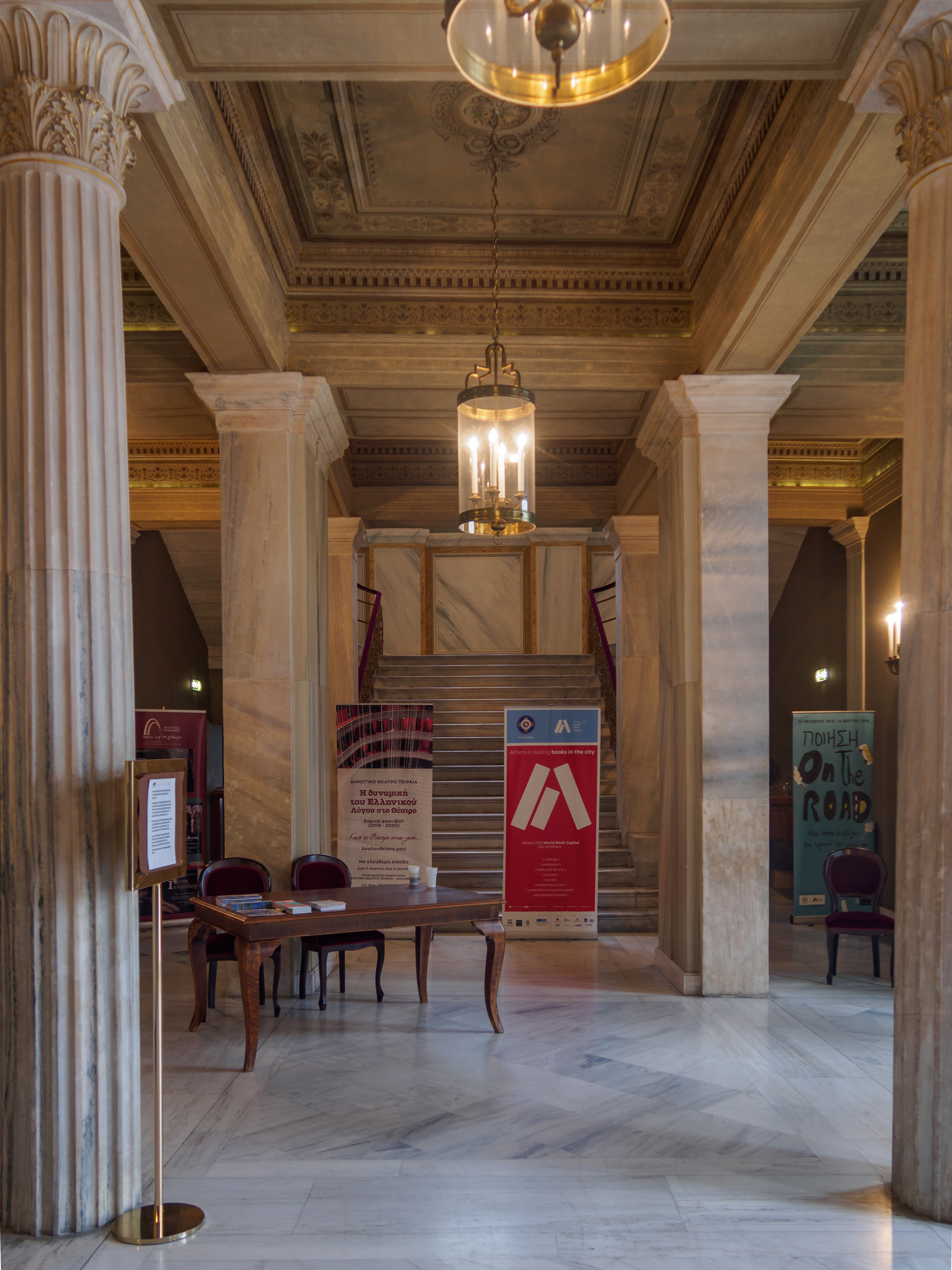
照片中樓梯出現於的音樂錄影帶中

賽普勒斯廣播公司於2018年2月1日宣布艾勒尼·弗雷拉將以一曲代表賽普勒斯參加2018年歐洲歌唱大賽。單曲於2018年3月2日正式發行，其西班牙語版本於2018年5月11日發行。在弗雷拉之前，團隊也邀請希臘裔瑞典歌手艾莲娜·帕帕里祖和希臘裔喬治亞歌手Tamta演唱，但兩位都因個人因素與行程問題拒絕代表賽普勒斯參賽。2018年4月，帕帕莉索演唱的版本被人洩露到網上。
的音樂錄影帶由阿波羅·帕帕薩奧哈里斯（Apollon Papatheocharis）執導拍攝，公司製作。影片取景自希臘的马拉松和比雷埃夫斯的比雷埃夫斯市政劇院。Fyffes、與賽普勒斯薇塔貝爾贊助賽普勒斯參與本屆賽事，因此影片中有不少置入性行銷，但上述內容均在歐洲歌唱大賽版本的MV中移除。

## 歐洲歌唱大賽

### 內部決定
賽普勒斯廣播公司（CyBC）最初選擇舉行全國比賽來選出2018年歐洲歌唱大賽代表，比賽規定選手必須年滿16歲且父母皆為賽普勒斯公民，通過第一階段評選的選手將在電視上進行第二階段評選，最終根據評審與電視投票選出獲勝者。評審陣容包含編舞家卡理斯·薩瓦斯（Charis Savvas）、瑞典旋律節與1992年歐洲歌唱大賽製作人克里斯特·比約克曼以及多次參與比賽歌曲製作的艾力克斯·P。
到了2018年初，停止所有試鏡並改由內部決定的方式選出代表。2月1日，宣布艾勒尼·弗雷拉將以一曲代表賽普勒斯參加2018年歐洲歌唱大賽。在發布記者會上，弗雷拉透過短片感謝和所有賽普勒斯人讓他有這個機會代表國家。在此之前，弗雷拉曾多次嘗試代表希臘參加歐洲歌唱大賽，但都沒能成功。弗雷拉與馬諾斯·畢洛威拉基斯（Manos Pyrovolakis）曾在2010年的國內比賽中一同演唱，最終成績為亞軍。往後的2016年、2017年，弗雷拉也都嘗試代表希臘參賽，但都被希腊广播电视公司拒絕。鑒於弗雷拉的阿爾巴尼亞血統，成為賽普勒斯代表的消息在兩國引起轟動和仇恨言論。該事件在與阿爾巴尼亞選手Eugent Bushpepa合照來到最高峰，兩人對著鏡頭比出双头鹰被視為支持大阿爾巴尼亞主義。弗雷拉事後接受採訪表示她熱愛養育她的國家（希臘），她沒必要也不需要向任何證明。

### 比賽表現
經過「半決賽分配抽籤」，被安排在5月8日的第一場半決賽。舞台上，艾勒尼·弗雷拉身穿由希臘時裝設計師弗莱托斯·維日特塔可斯（Vrettos Vrettakos）設計緊身連衣褲，服裝布滿了金色亮片，腹部位置採用簍空設計。除了弗雷拉，舞台上還有四名伴舞，伴舞穿著類似設計的黑色緊身連衣褲，確保觀眾能夠將注意力放在弗雷拉身上。薩夏·讓-巴提斯特（Sacha Jean-Baptiste）負責本次賽普勒斯的舞蹈動作編排，讓-巴提斯特自2016年開始參加歐洲歌唱大賽。表演開始，弗雷拉緩緩走出雷射隧道。這時伴舞加入演出，他們表演一連串的甩髮、踏併步、擺臀、貓步，隨著演出進入高潮，舞台噴出火焰並包圍整個現場。
艾勒尼·弗雷拉在比賽的演出廣受好評。評論們表示弗雷拉就像珍妮弗·洛佩兹、夏奇拉一樣火熱，更甚至將其稱呼為「地中海碧昂絲」。來自《每日郵報》的編輯吉姆·雪萊頒發「最佳吹風機應用」（Best Use Of Wind Machine）給弗雷拉，表揚她舞動的秀髮。BBC的史蒂夫·霍爾頓（Steve Holden）表示弗雷拉高難度的編舞與甩動的頭髮就連碧昂絲都要敬畏三分。《赫芬顿邮报》的傑伊·麥卡錫（Jay McCarthy）稱讚其衣著和伍茲宛如小野貓的音樂錄影帶，所呈現的演出不僅將夏奇拉、碧昂絲兩人交織再一起，還包含經典的甩髮舞。充滿力量的甩髮動作也讓人不禁擔心弗雷拉的脖子健康狀況，弗雷拉接受訪談表示「不用擔心（我的脖子），我已經練習了很多次，沒有問題」。
最後弗雷拉以262分的成績獲得第一場半決賽亞軍，成功進入決賽。在決賽，弗雷拉以評審得分183分，觀眾得分253分，合計得分436分獲得2018年歐洲歌唱大賽亞軍，這也是賽普勒斯參賽以來最好的成績。時任塞浦路斯总统尼科斯·阿纳斯塔夏季斯稱讚弗雷拉的精湛演出。此外，她還獲頒2018年馬塞爾·貝桑松獎「歌手獎」。

### 影響
雖然艾勒尼·弗雷拉沒能憑藉獲得歐洲歌唱大賽冠軍，卻影響了隔年比賽的歌曲風格。賽普勒斯維持相同的模式，再次請艾力克斯·P擔任製作，並找來知名希臘裔喬治亞歌手Tamta演唱歌曲Replay；瑞士代表盧卡·漢尼演唱的歌曲She Got Me也被認為是受到影響的作品。隔年比賽的串場表演，2015年歐洲歌唱大賽冠軍芒斯·塞默洛在2019年歐洲歌唱大賽現場演唱了抒情版。2017年黑山代表斯萊夫科·卡萊茲和2020年冰岛代表多瑞·弗萊爾也都對歌曲進行翻唱。也時常出現於欧洲歌唱大赛的夏日歌曲主題推薦。
歌曲在西班牙廣受歡迎，不只發行西班牙語版本，還受邀參加Los40音樂獎演出。西班牙舞蹈選秀節目《讓我們跳舞吧》（Fama a bailar）的選手Valero和Lucía重新改編的舞蹈大受歡迎，不久後，弗雷拉出演節目並與選手們一同進行節目特別舞台演出。2019年，西班牙Netflix仿照知名影集《紙房子》拍攝宣傳預告片，弗雷拉作為唯一的外國人參與演出，而歌曲亦被收錄於西班牙熱門影集《菁英殺機》。西班牙國家電視台打算邀請弗雷拉代表西班牙參加2020年歐洲歌唱大賽，但弗雷拉因行程問題拒絕了邀請。

## 專業評價
獲得廣泛好評，並榮獲2019年賽普勒斯超級音樂獎（Super Music Awards）「最佳國際單曲」。Wiwibloggs根據內部評審團的評價給予歌曲7.61/10分，評審們認為擁有性感歌手、動感舞曲等令人喜歡的元素，但不滿意弗雷拉的歌聲。然而在2010年代的評選中，將本作的分數提升至9.09/10分，認為弗雷拉的服裝造型與激烈舞動卻不失音準的演出，使它成為近年來最好的現場舞台。挪威的《每日雜誌報》給予歌曲四點骰子（滿分六點），表示歌曲的節奏迷人但看起來卻像是天命真女在代言维多利亚的秘密。
德國《图片报》在評論中以「壓軸總是最後登場」來稱讚弗雷拉於第一場半決賽的表現。2016年冠軍得主表示是那年最好的歌曲。以色列媒體Mako.il在「2018年度最佳歌曲」評選中將列為第38名。將歌曲列為「2010年代百大歐洲歌唱大賽歌曲」第37名，稱讚歌曲將雷鬼與EDM完美融合，配上弗雷拉的表現更是一絕。英國《地铁报》將歌曲選為「過去10年來最受歡迎的歐洲歌唱大賽歌曲」第3名，表示在不久的將來，仍是歐洲歌唱大賽歌迷心中的完美夏日歌曲

## 商業成績
起初反應平淡，但隨著艾勒尼·弗雷拉於首次彩排的優秀演出，歌曲逐漸受到眾人矚目，並被各家博彩公司視為奪冠熱門。日本uDiscoverMusic表示在決賽的前一天，到處都可以聽到這首歌。比賽前夕，歌曲成功登上英國、希臘、西班牙和瑞典等國家的iTunes排行榜。
歌曲獲得了巨大的成功。它在比賽結束後成功進入各國Spotify排行前十名，成為當屆擁有最多串流次數的比賽歌曲。在希臘，發行首周空降國際唱片業協會希臘分會本地單曲榜第5名。賽後，原版和西班牙語同時上榜並拿下冠軍，原版累積在榜61周。還奪得西班牙音樂製作協會單曲榜第9名及電台榜冠軍，年度排名第70名，以實體和串流等價銷售超過4萬獲頒西班牙音樂製作協會白金唱片認證。截至2020年4月，在Spotify上共播放7500萬次。

## 曲目列表
| 數位音樂下載 | 數位音樂下載            | 數位音樂下載 |
| 曲序         | 曲目                    | 时长         |
| ------------ | ----------------------- | ------------ |
| 1.           | Fuego                   | 3:03         |
| 2.           | Fuego (Spanish Version) | 3:03         |

## 參與名單
來源：Tidal
- 製作人 – 艾力克斯·P（英语：Alex P）、迪德里克、維多利（Victory）
- 作曲 – 艾力克斯·帕帕康斯坦丁努（英语：Alex P）、安德茲·雷索夫（Anderz Wrethov）、Didrick、傑拉多·桑德爾（Geraldo Sandell）、维基特·斯文森（Viktor Svensson）、埃德溫·塞蘭諾（Edwin Serrano）、納塔利斯·魯比·魯貝羅（Natalis Ruby Rubero）
- 主唱 – 艾勒尼·弗雷拉
- 和聲 – 瑪莉亞·哈澤爾（Maria Hazell）、泰迪·斯凱（Teddy Sky）
- 單簧管 – 斯塔夫·帕扎瑞提（Stavros Pazarentzis）
- 母帶與混音工程 – 凯文·格兰杰（Kevin Grainger）

## 排行和銷量認證
| 排行榜（2018年）                         | 排名 |
| ---------------------------------------- | ---- |
| 奧地利（Ö3四十強單曲榜）                 | 35   |
| 比利时佛兰德（Ultratop五十強單曲榜）     | 10   |
| 法國（法國唱片出版業公會單曲榜）         | 70   |
| 德國（德國官方單曲榜）                   | 81   |
| 希臘（國際唱片業協會希臘分會本地單曲榜） | 1    |
| 拉脫維亞（拉脫維亞四十強榜）             | 6    |
| 愛爾蘭（愛爾蘭唱片協會榜）               | 50   |
| 荷蘭（荷蘭百大單曲榜）                   | 96   |
| 挪威（VG-lista單曲榜）                   | 16   |
| 波蘭（波蘭五十強舞曲榜）                 | 33   |
| 葡萄牙（葡萄牙唱片業協會）               | 18   |
| 蘇格蘭（官方榜單公司單曲榜）             | 30   |
| 西班牙（西班牙音樂製作協會單曲榜）       | 9    |
| 西班牙（西班牙音樂製作協會電台榜）       | 1    |
| 瑞典（瑞典最熱榜）                       | 14   |
| 瑞士（瑞士熱門音樂榜）                   | 46   |
| 英國（官方榜單公司單曲榜）               | 64   |
| 英國（官方榜單公司下載榜）               | 27   |

| 排行榜（2018年）             | 排名 |
| ---------------------------- | ---- |
| 西班牙（西班牙音樂製作協會） | 70   |

| 國家或地區                   | 認證 | 認證單位/銷量 |
| ---------------------------- | ---- | ------------- |
| 西班牙（西班牙音樂製作協會） | 白金 | 40,000*       |
| *僅含認證的實際銷量          |      |               |